# Huile d'argan
L'huile d'argan ou l'huile d'argane, est une huile végétale produite à partir des fruits de l'arganier et riche en vitamine A, vitamine E (Tocophérol), en antioxydants et en acides gras essentiels.
Elle est produite à partir des noyaux de l'arganier (Argania spinosa L.), qui est originaire du Maroc et du sud-ouest de l'Algérie,,.
Ses propriétés lui confèrent de nombreux usages dans l’alimentation, la médecine et la cosmétique.
Depuis 2009, à la demande du Maroc, l'huile d'argan est enregistrée par l'Union européenne comme un produit agricole protégé par une indication géographique. Les pratiques et savoir-faire qui lui sont associés sont également enregistrés au Patrimoine culturel immatériel de l'Unesco.

## Spécificités
Il existe deux types d'huile d'argan selon que les amandons sont ou non torréfiés avant utilisation. L'huile alimentaire, plus sombre et au goût plus prononcé (arôme de noisette) du fait de la torréfaction, s'utilise comme une huile classique pour préparer les aliments, mais ne doit pas être portée à haute température. Elle est très nutritive et constitue, avec des amandes pilées et du miel, l'amlou, une pâte très nourrissante souvent consommée au petit déjeuner.
L'huile cosmétique, plus claire, s'utilise en application sur la peau et les cheveux et aurait des vertus contre la chute des cheveux, l'eczéma, la déshydratation cutanée.

## Qualité

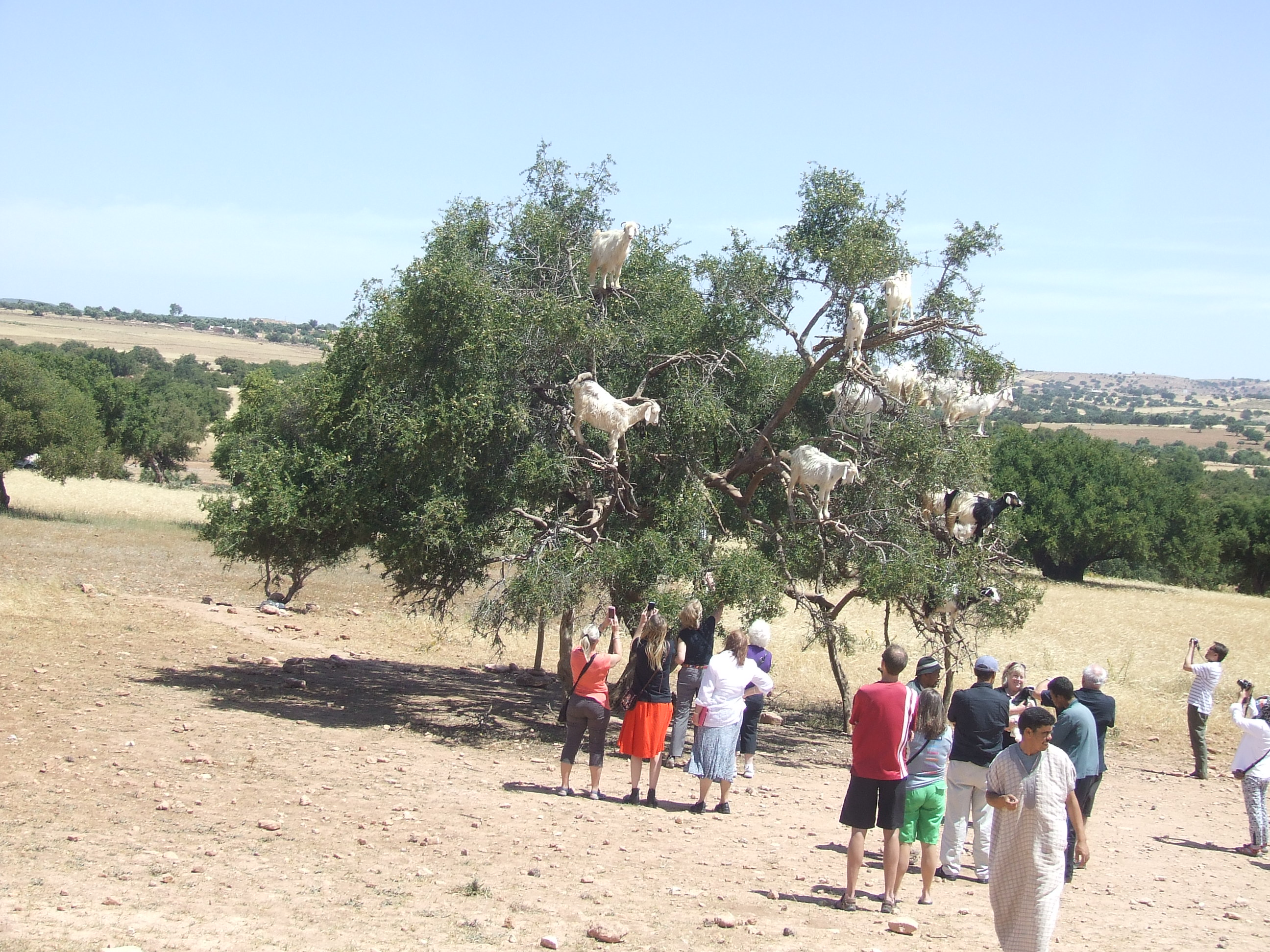
Chèvres sur un arganier au Maroc.

La qualité d'une bonne huile d'argan dépend pour beaucoup du mode de récolte et de fabrication de sa production.
Les noix utilisées pour fabriquer l'huile d'argan ne doivent pas avoir été ingérées ni régurgitées par les chèvres qui se nourrissent de la pulpe et rejettent le noyau sur ou dans leurs déjections, que des femmes récupèrent par facilité,. Si l’utilisation de ces noix n’est pas interdite, les sucs digestifs des chèvres ou le contact avec les excréments, donnent une forte odeur « animale » voire excrémentielle à l’huile, que certains laboratoires désodorisent à la vapeur - d'autres à peine ou pas du tout. L’élévation de température durant ce processus de désodorisation détruit une partie des principes actifs (acides gras, vitamine E) contenus dans l'amandon.

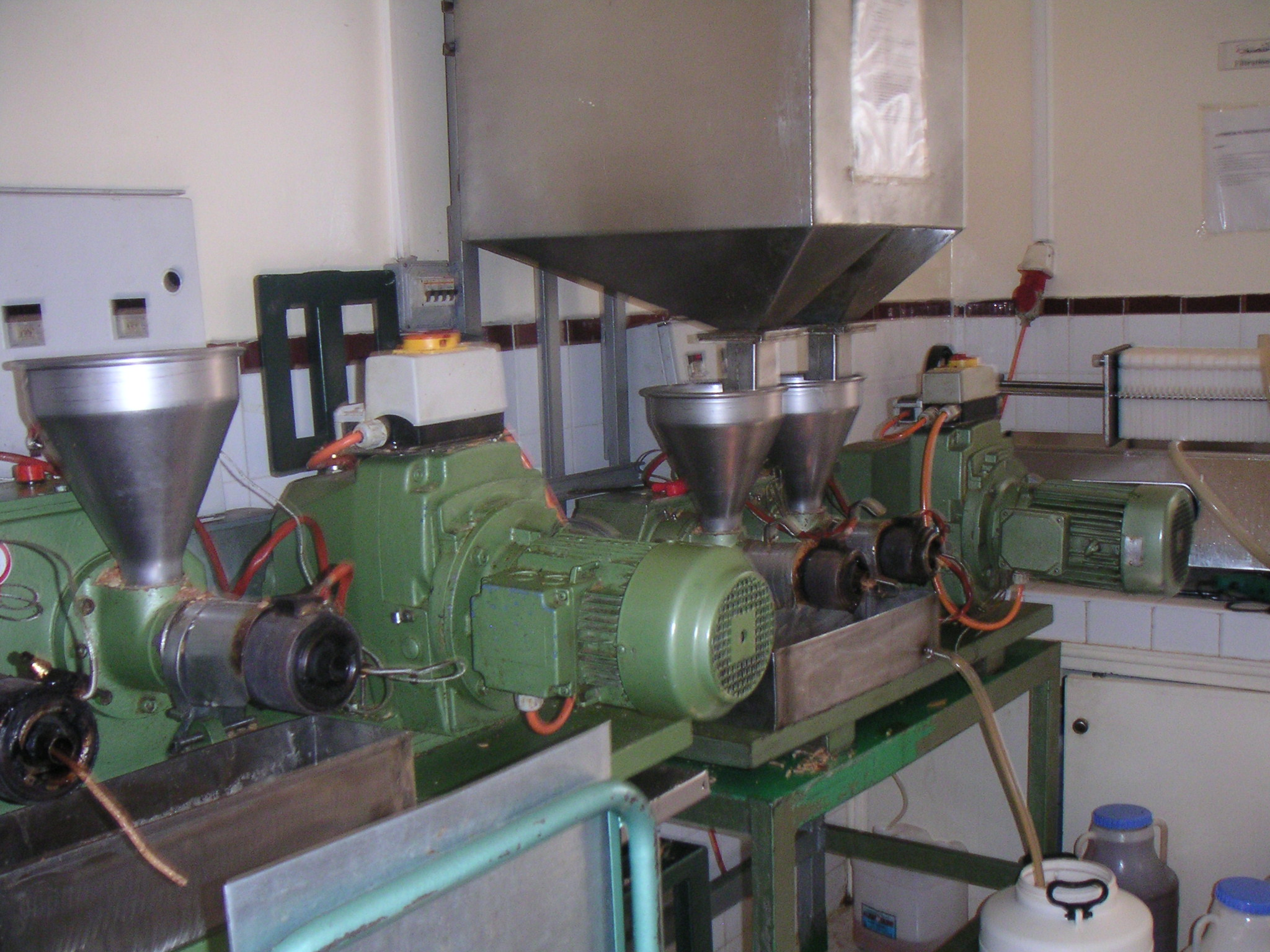
Machine pour l'extraction de l'huile d'argan au Maroc.

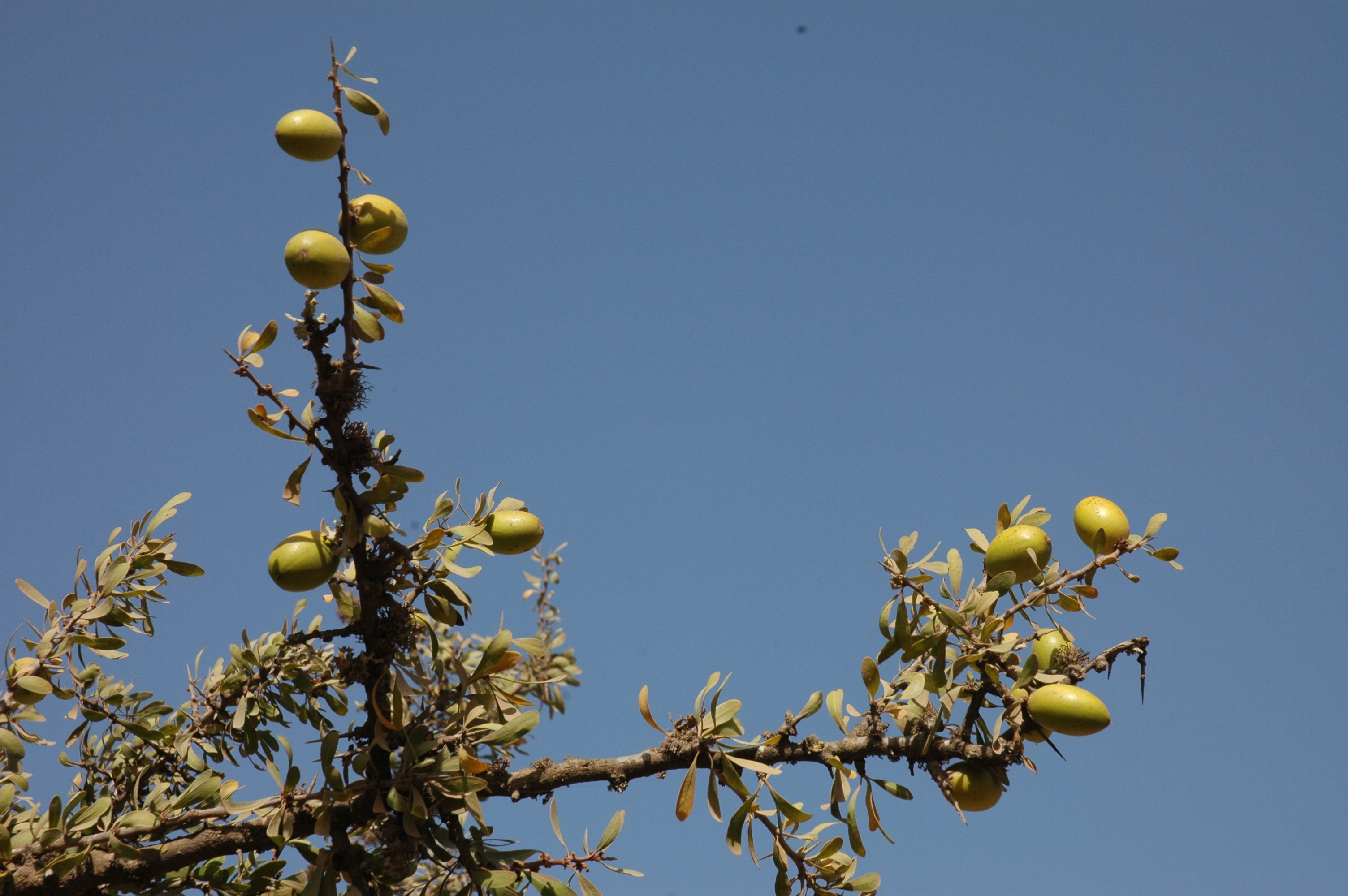
Fruits de l'arganier.

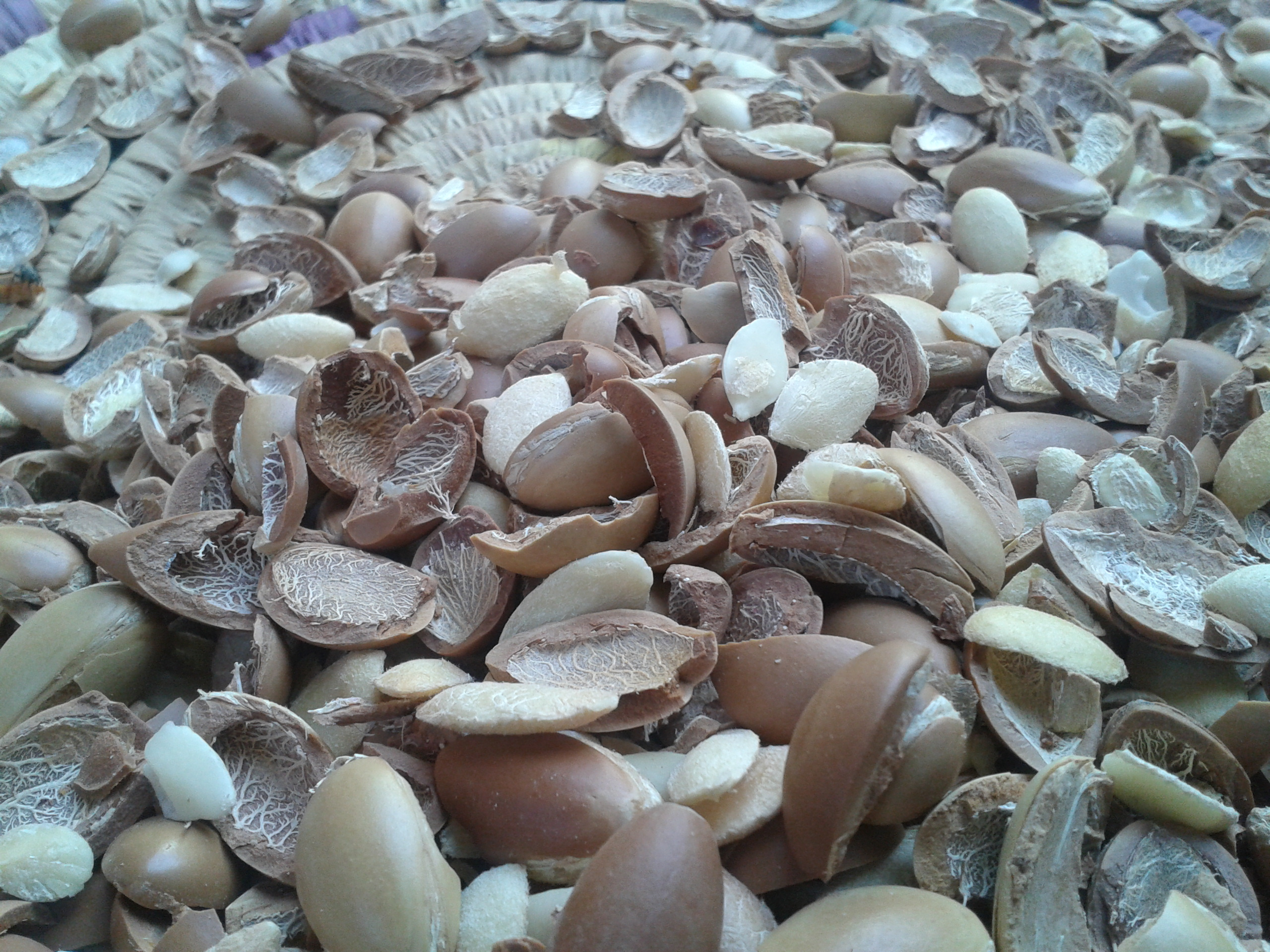
Fruits de l'arganier concassés.

En outre, l’extraction de l'huile d'argan doit être faite avec des presses mécaniques à faible rotation afin que la température n’excède pas 60 °C pour que l'huile conserve toutes ses vertus. Néanmoins, certaines meules modernes dites pourtant « pression à froid » montent à plus de 100 °C et annihilent ainsi nombre de vertus qu'on s'attend à trouver dans le produit fini.
Même une extraction artisanale au moyen de meules en pierre qui nécessite la torréfaction préalable des amandons afin de diminuer le taux d’humidité donne une pâte pétrie avec une eau souvent stockée dans des citernes pouvant contenir des germes et des bactéries. L'huile d'argan obtenue par cette technique artisanale a de ce fait une faible durée de conservation.
Par ailleurs, certains producteurs n'hésitent pas à mélanger à l'huile d'argan d'autres huiles végétales voire minérales (paraffine) de basse qualité et à bas prix dans leurs bouteilles, sans l'indiquer dans la liste des ingrédients, que seule une analyse chimique en laboratoire permet de découvrir. Les fraudes sont donc nombreuses.
Pour obtenir un produit de bonne qualité, il faut avoir l’assurance que toute la chaîne de production suit un cahier des charges strict et est contrôlée donc certifiée.

## Composition
L'huile contient entre 0,34 % et 0,79 % de composés insaponifiables.
L'huile d'argan contient 43 % d’acide oléique (oméga-9), 36 % d’acide linoléique (oméga-6) et le reste étant leur forme monoglycérique respective.
Elle contient, en plus de ces acides gras, des tocophérols, du squalène, des stérols et des polyphénols.
| Nutriment  | Huile d'argan | Huile de tournesol | Huile d'olive |
| ---------- | ------------- | ------------------ | ------------- |
| Tocophérol | 483           | 583                | 190           |
| Squalène   | 313           | 6                  | 499           |

Les stérols majoritairement présents dans l’huile d'argan sont le schotténol (147 mg/kg) et le spinastérol (122 mg/kg). Par comparaison, l’huile d’olive et l’huile de tournesol contiennent majoritairement du β-sitostérol.

## Huile alimentaire
Ses propriétés organoleptiques en font une huile précieuse pour l'art culinaire. Son goût d'amande et de noisette (dû à une légère torréfaction qui lui donne aussi sa couleur plus foncée) rehausse la saveur des plats, comme le couscous, les poissons et les vinaigrettes.
D'après des études menées chez l'animal, l'huile d'argan permet de :
- stabiliser l'hypercholestérolémie[14],[15] ;
- stimuler les cellules cérébrales et le fonctionnement du foie ;[réf. nécessaire]
- protéger le tissu conjonctif.[réf. nécessaire]

Le litre d'huile d'argan alimentaire est généralement vendu au Maroc entre 200 et 600 dirhams, soit environ de 18 à 55 €. Vendu en France, le prix du litre d'huile d'argan, alimentaire ou cosmétique, varie entre 70 et 200 €, voire plus selon le conditionnement.

## Propriétés cosmétiques

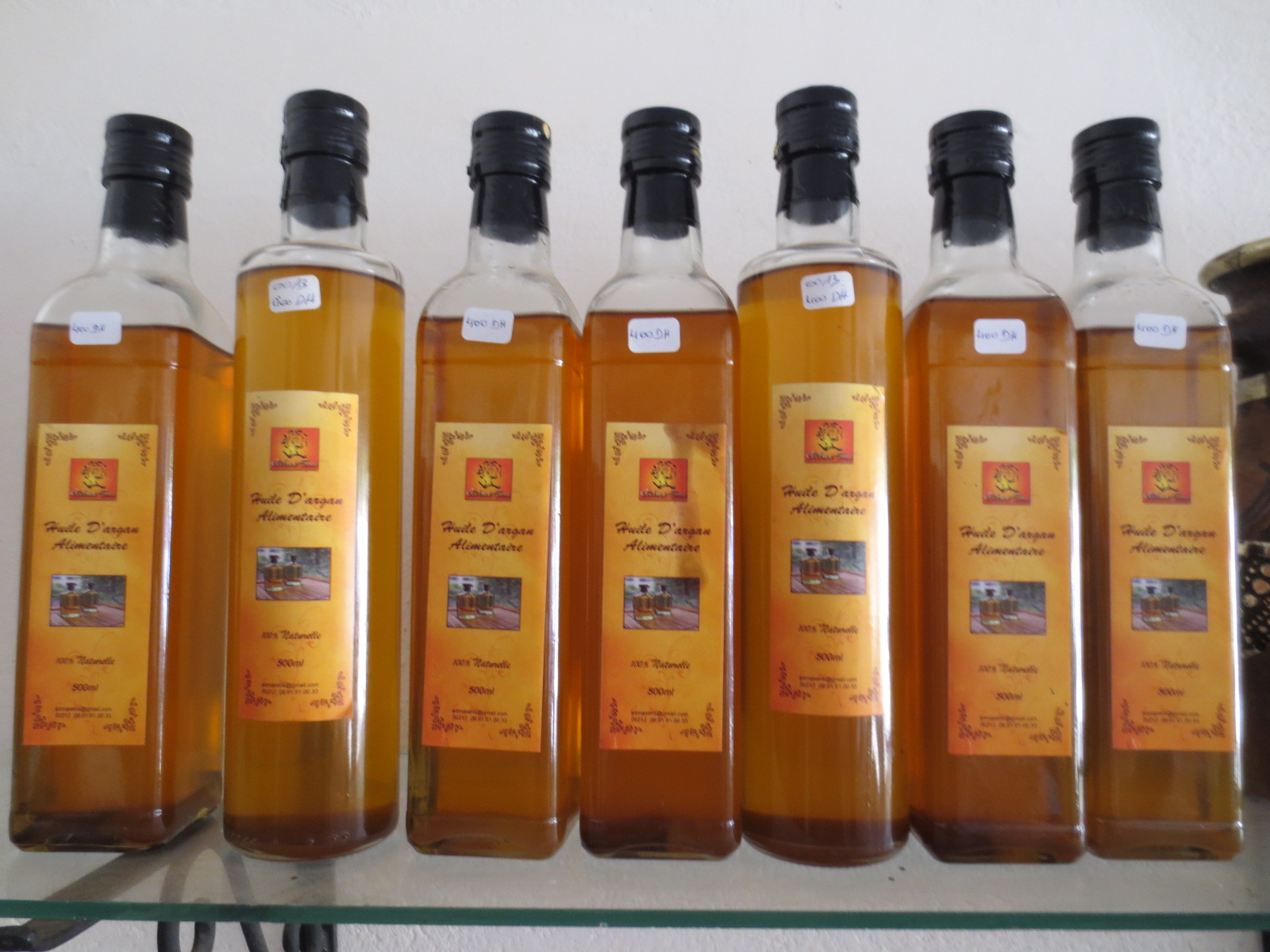
Mise en valeur de bouteilles d'huile d'argan.

Utilisée depuis des siècles par les femmes amazighs  pour ses propriétés cosmétiques, cette huile de couleur miel est riche en acides gras essentiels oméga-6 et en tocophérols (vitamine E), antioxydants qui préviennent le dessèchement de la peau. Elle s'utilise aussi bien en massages légers sur le visage qu'en application locale sur les zones du corps particulièrement desséchées.
Kenza Qiraouani Boucetta, Zoubida Charrouf et al. ont montré que la consommation d'huile d'argan et/ou l'application d'huile d'argan sur la peau améliore l'élasticité de la peau chez les femmes ménopausées. Elles ont également montré que l’application cutanée d’huile d’argan redynamise la peau, relance les fonctions vitales de certaines cellules épidermiques, restaure la barrière cutanée et neutralise les radicaux libres responsables du vieillissement cutané. Ces derniers sont largement générés par le rayonnement UV solaire, l’ozone et l’exposition à la fumée du tabac. En application dermatologique, l’huile d’argan exerce donc un effet nourrissant, elle stimule l’irrigation. Elle contribue à prévenir l’apparition des rides, de la cellulite, des vergetures et des pattes d’oie...
Une étude conjointe (chinoise, américaine et espagnole) récapitulative parue en 2017 met en évidence les effets bénéfiques des composants de certaines huiles végétales dont huile d'argan par l'application sur la peau (voie topique). Elle indique qu'aucune preuve concrète n'a été trouvée que l'application de cette huile pouvait lutter contre le vieillissement de la peau mais elle confirme ses vertus pour réparer la barrière cutanée, pour cicatriser les plaies et également son effet anti-inflammatoire voire des possibles propriétés anti-cancérigènes.

## Économie

Fabrication artisanale d'huile d'argan
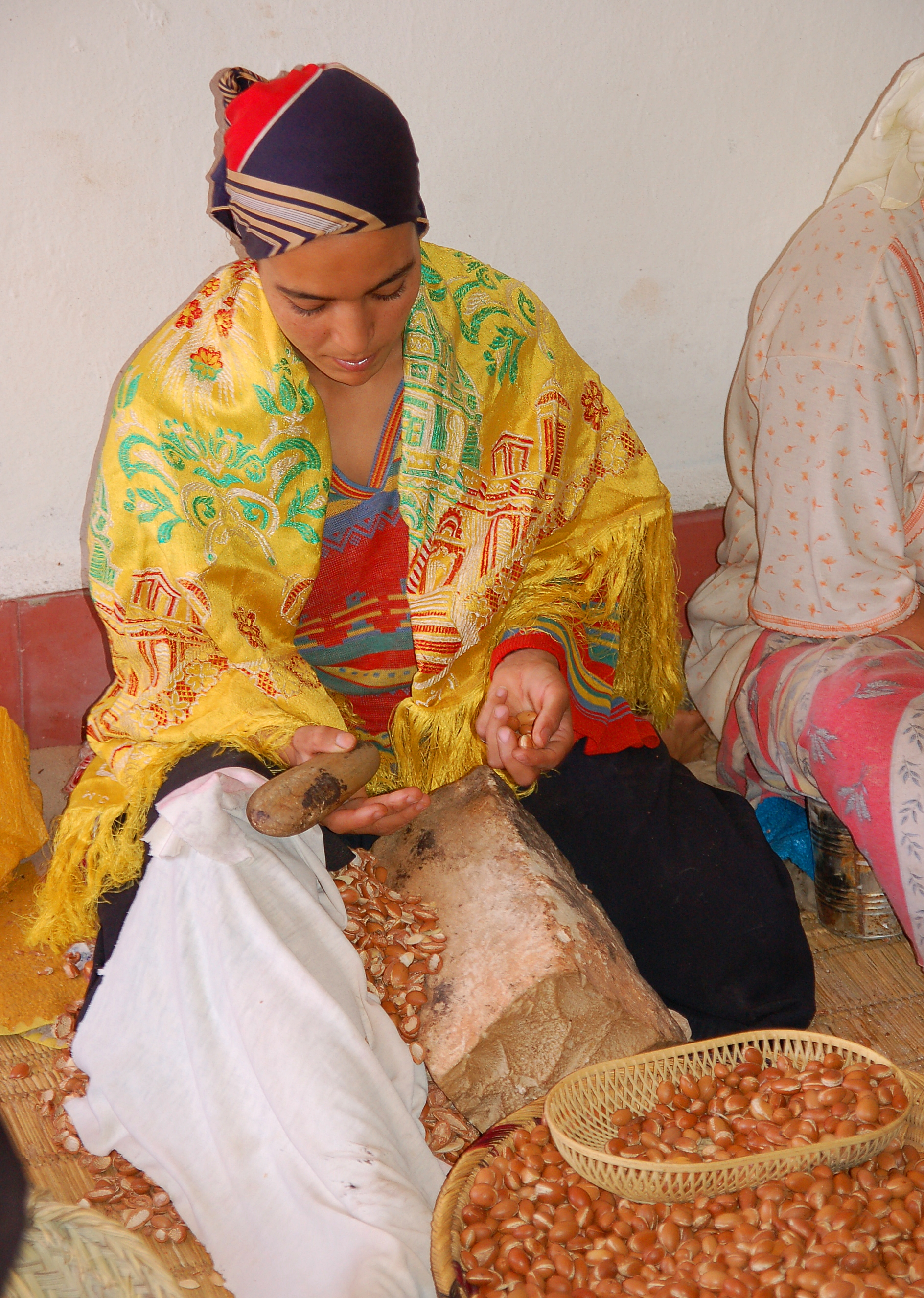
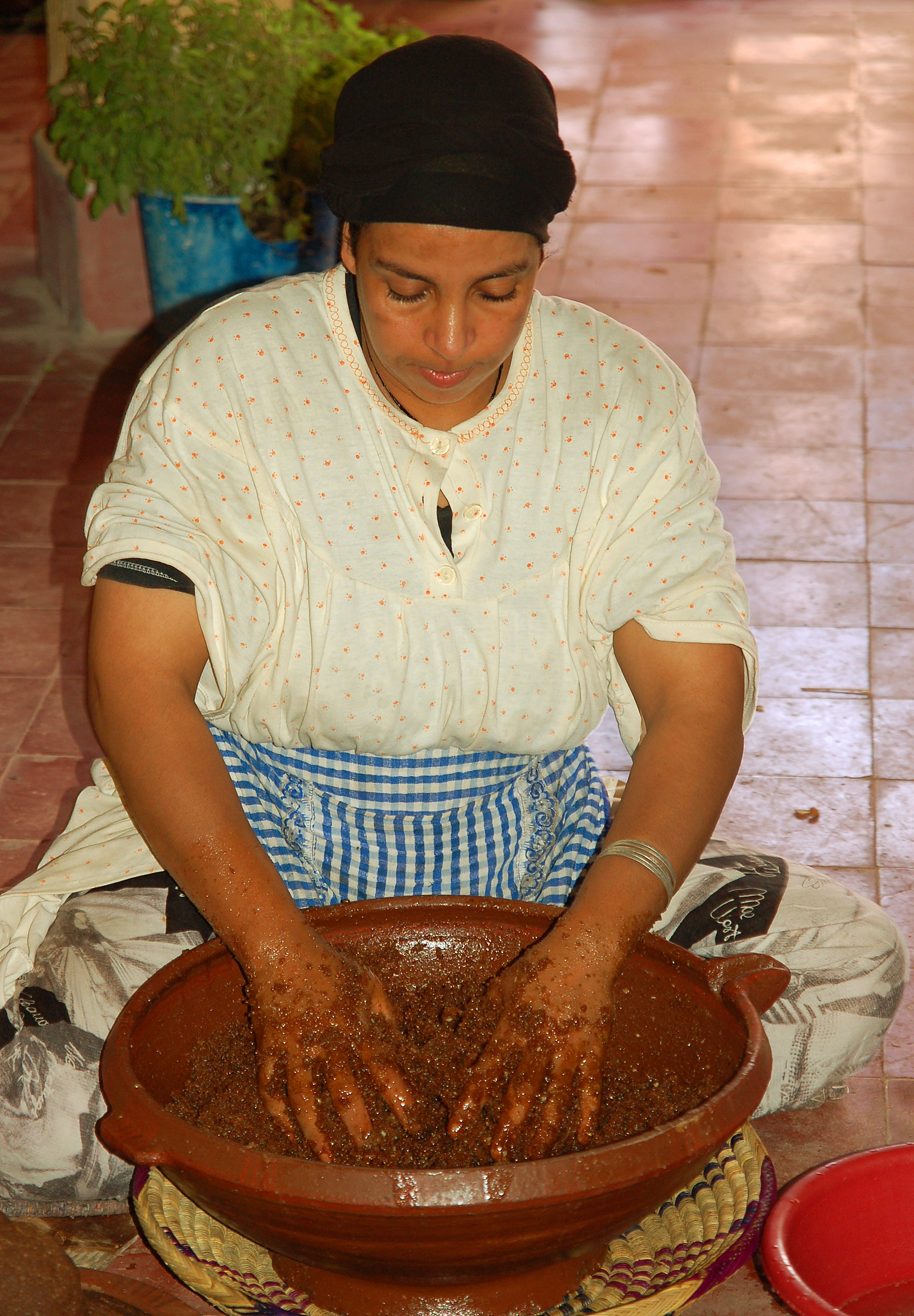
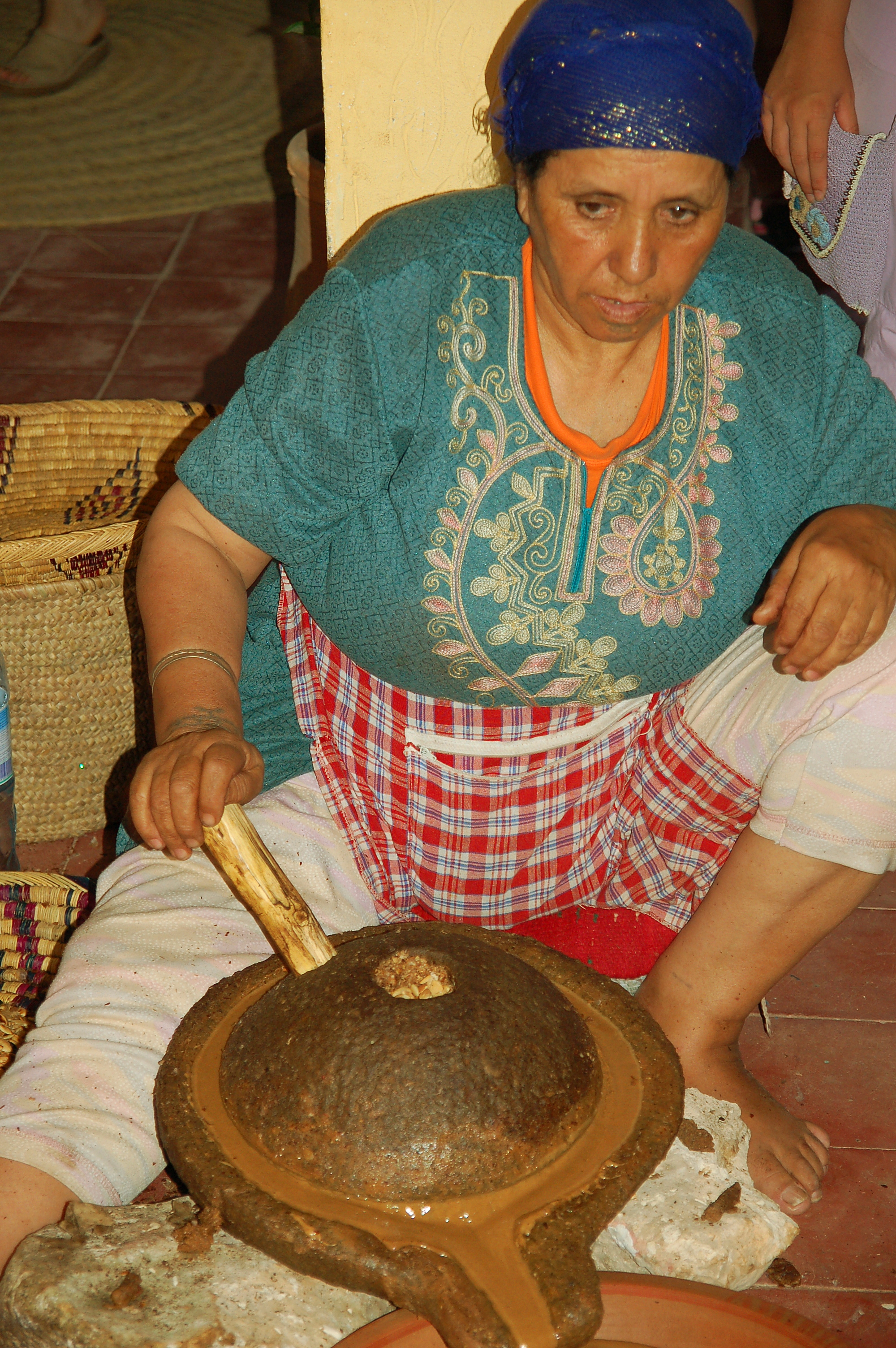
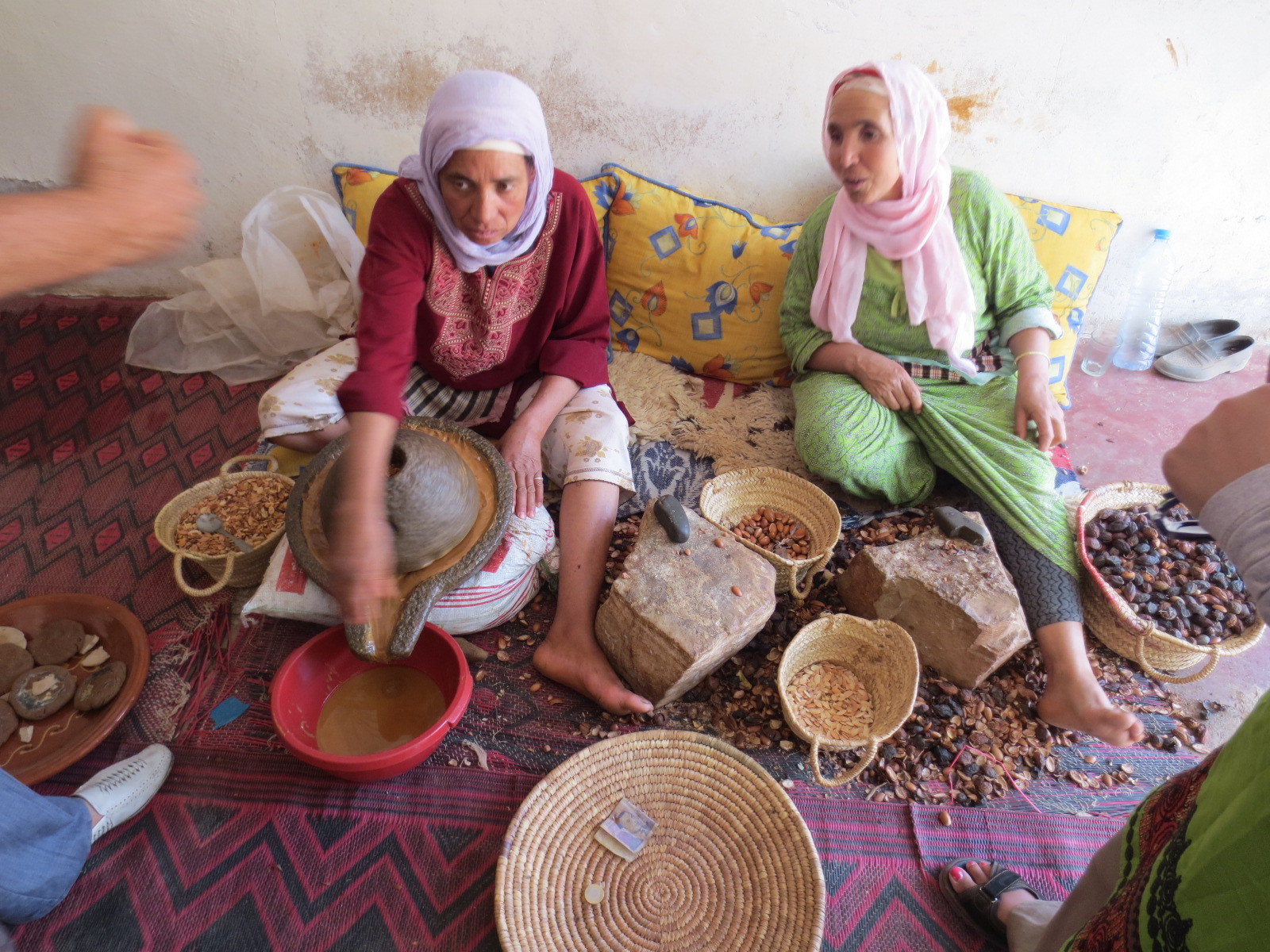
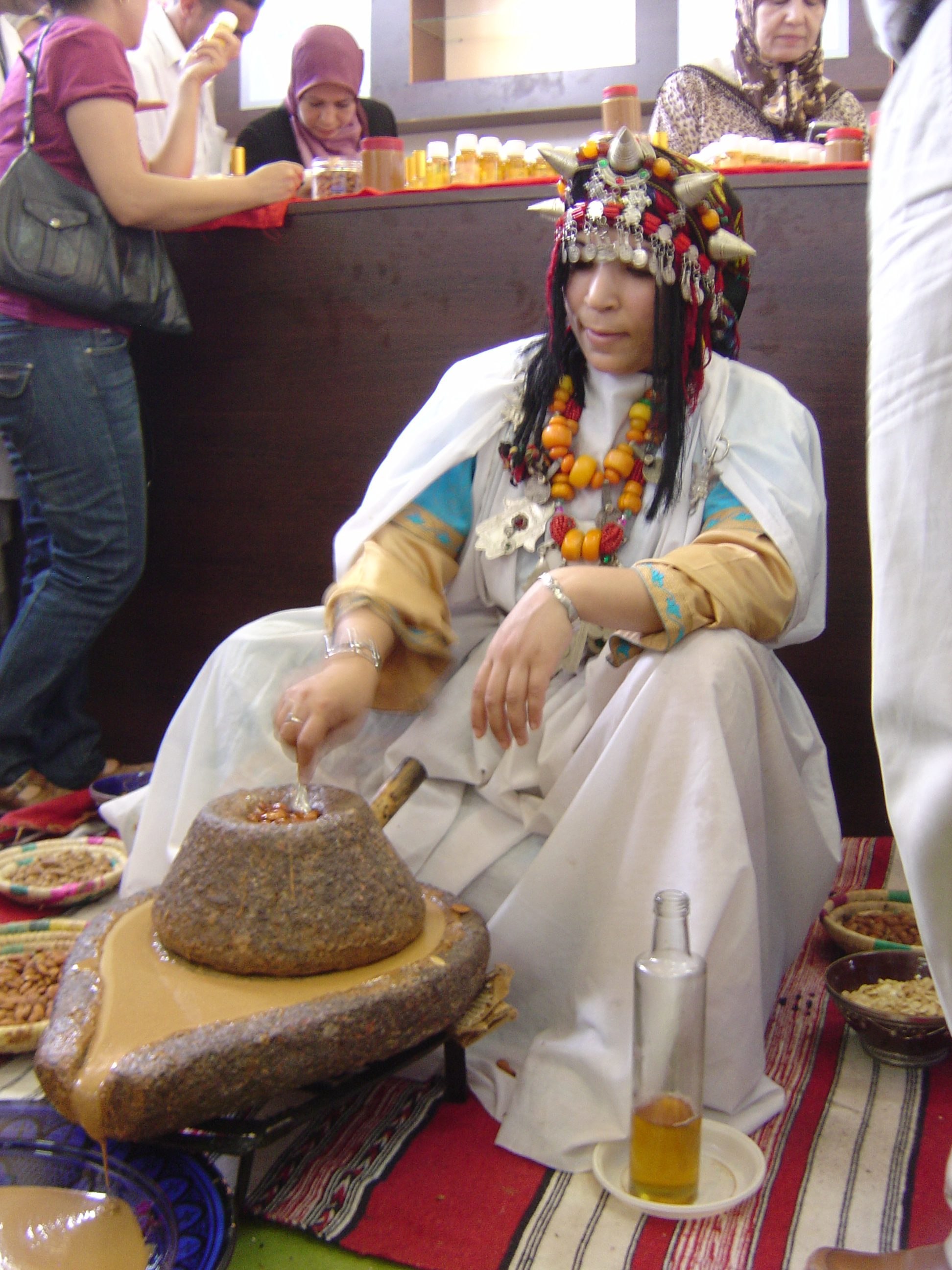

### Coopératives

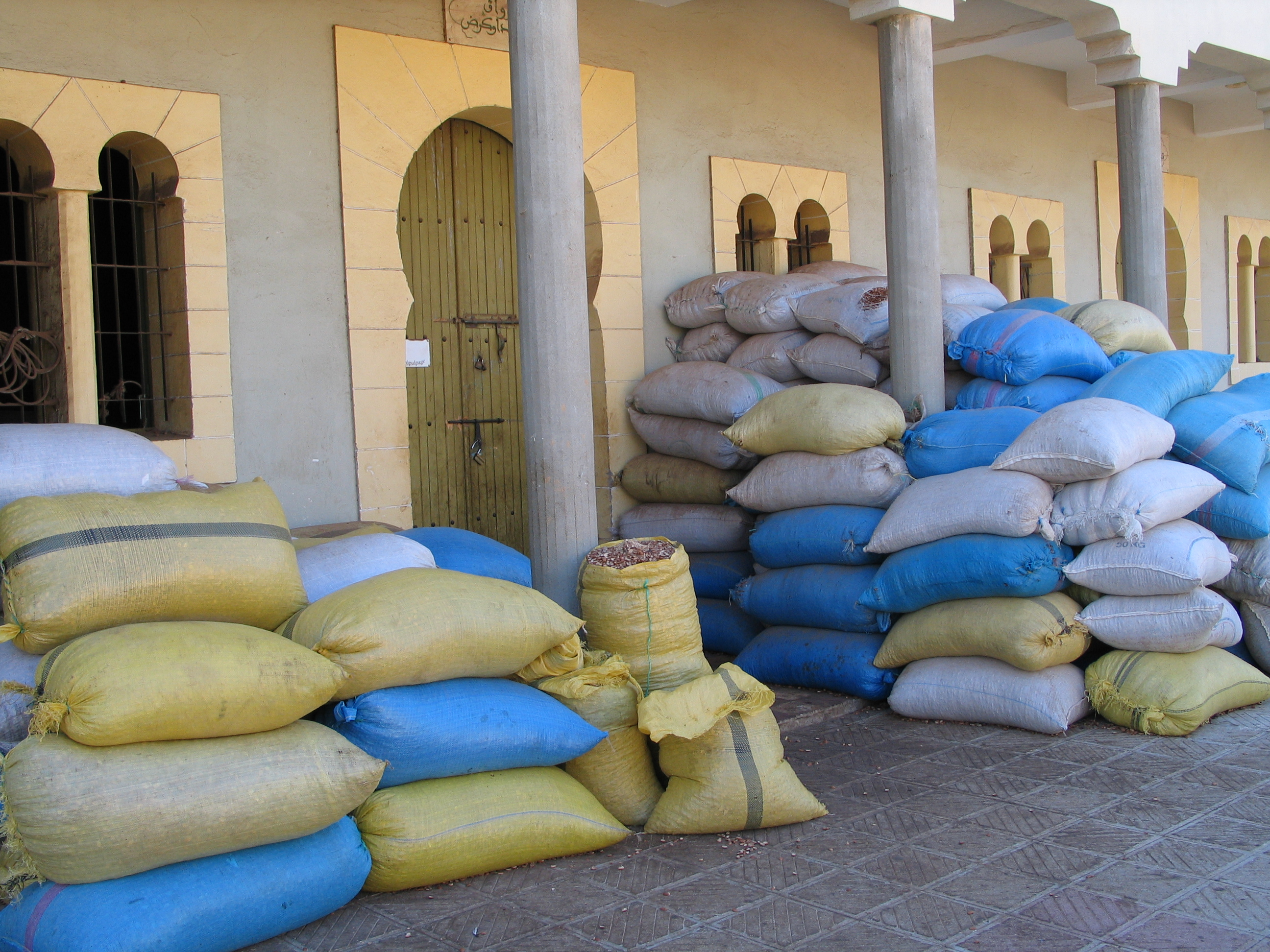
Sacs de noix dans une coopérative de fabrication d'huile d'argan, Essaouira (Maroc).

La grande majorité de la production d'huile d'argan passe par le biais des coopératives féminines d'huile d'argan.
« La récolte des fruits d’argane est exclusivement réservée aux femmes amazighes » entre juin et août.
Un programme porte sur l'amélioration des conditions de travail de la femme rurale, d'une activité économique génératrice de revenu complémentaire et une gestion durable des domaines de l'argan dans le sud-ouest du Maroc.
Coopératives parrainées par l'Agence de développement social (ADS) avec le soutien de l'Union européenne.
L'UCFA (Union des Coopératives des Femmes de l'Arganeraie) est la plus importante union de coopératives pour l'argan au Maroc. Elle regroupe vingt-deux coopératives que l'on retrouve un peu partout dans la région. Ces femmes s'unissent afin d'être mieux organisées et garantissent ainsi un revenu équitable par le biais des coopératives, ce qui permet un meilleur cadre de vie et un dynamisme local. Elles assurent dans le même temps le maintien d'une tradition millénaire : l'huile d'argan artisanale pressée à la main.

### Agriculture et industrie

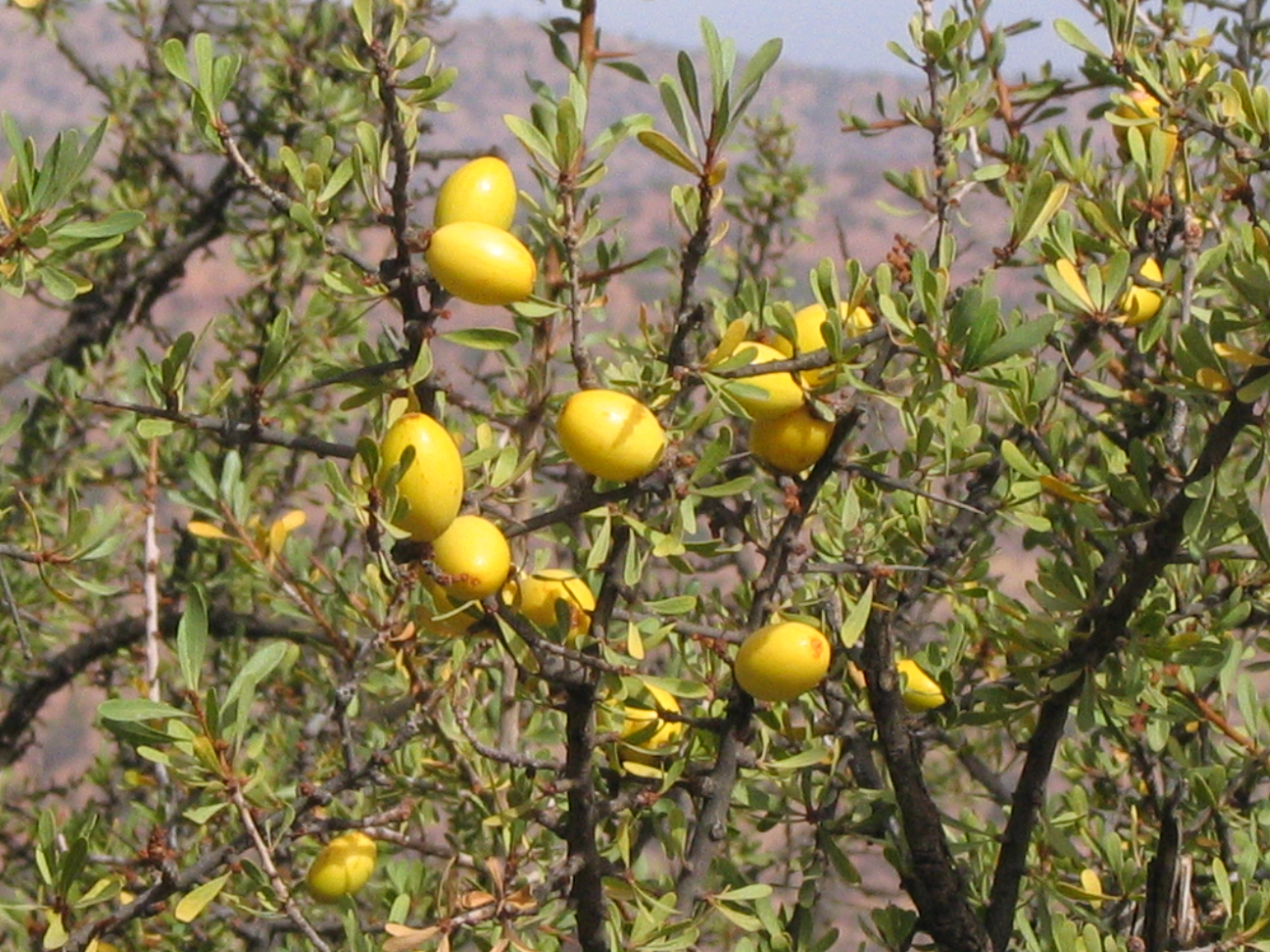
Fruits de l'arganier (région d'Essaouira, Maroc).

- Environ deux mille personnes travaillent dans les coopératives marocaines consacrées à l'huile d'argan[19] ;
- Quelque deux millions de personnes vivent de cette industrie qui a fourni plus de vingt millions de journées de travail (en 2009)[18] ;
- La production annuelle est de l'ordre de 2 500 à 4 000 tonnes au Maroc[19] ;
- L'arganier est un arbre endémique du Maroc[20],[21],[22],[23],[24],[25] et de la Hamada du Draa dans la région de Tindouf en Algérie[26],[27], où il représente une petite population[28] qui s'étend sur 96 940 hectares[29]. C'est une espèce à l'endémisme très marqué[30].
- « Chaque année, environ six cents hectares d’arganeraie disparaissent et malgré son excellente résistance à la sécheresse, la densité de l’arganeraie s’est réduite de deux tiers en cinquante ans ». La valorisation de l'huile d'organe semble montrer des effets positifs sur l’arganeraie[18] ;

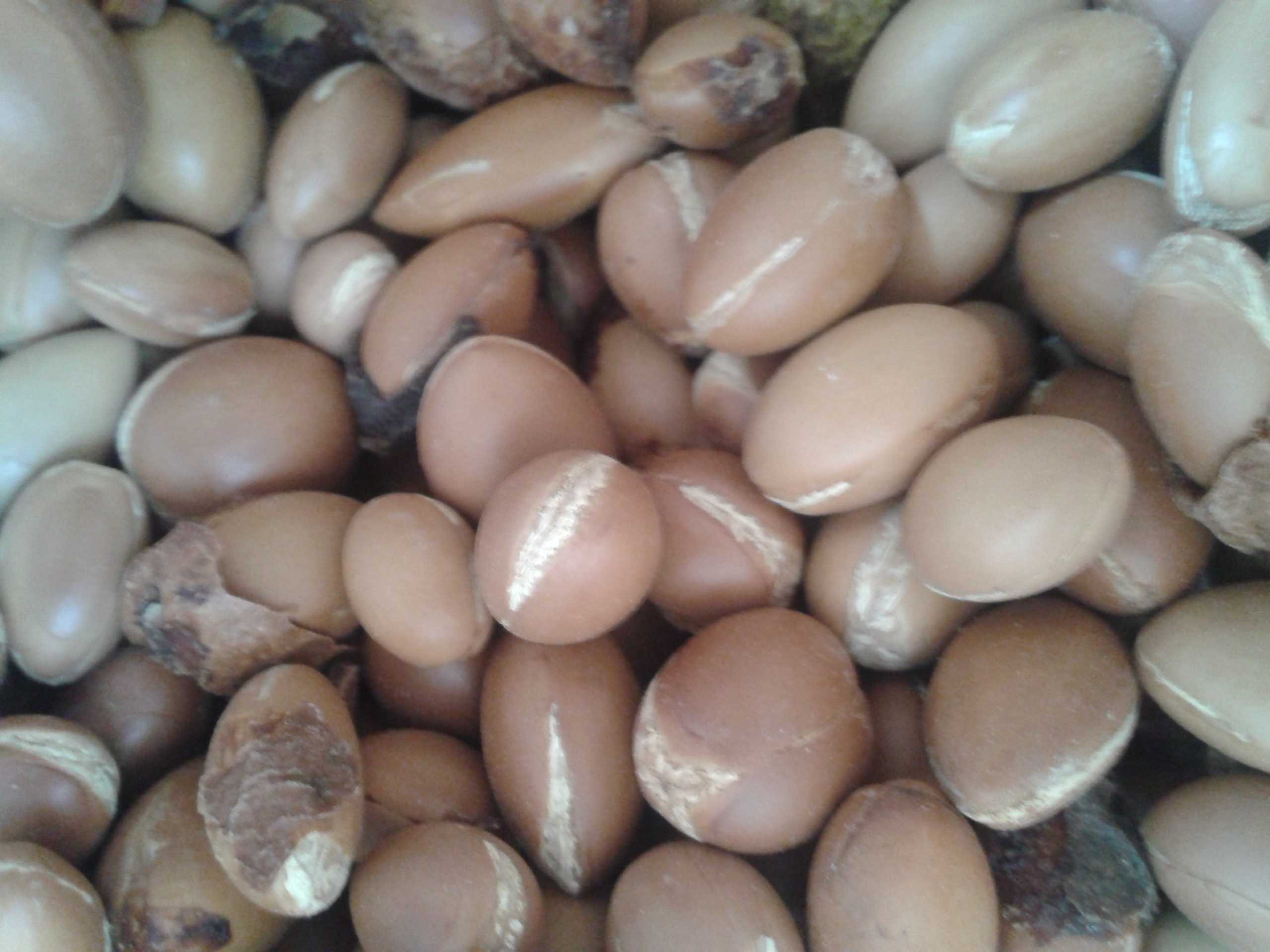
Les amandons de l'arganier.

- La densité d'arbre par hectare varie suivant la région : de 250 arbres par hectare à 150 km au nord d'Agadir dans l'Atlas et environ quarante arbres dans le désert bordant la région de Guelmim (Anti-Atlas)[31] ;
- Un arbre produit de 10 à 30 kg de fruit environ[19] ;
- Il faut environ 38 kg de fruit (affiache) ou bien 2,6 kg d'amandons pour produire un litre d'huile[31] ;
- Les quantités d’huile d’argan exportées seraient passées de moins de quarante tonnes en 2003-2004 à plus de 343 tonnes en 2009-2010[18] ;
- Les principaux pays importateurs sont la France (78 %), l’Allemagne (7,6 %) et la Suisse (7 %)[18]
- L'huile d'argan est  également produite en Algérie[32]. Il existe trois procédés d'extraction : traditionnel, à presse et industriel. Un des procédés d'extraction est dit « traditionnel à froid » avec différentes étapes : le dépulpage par écrasement des fruits, puis le concassage de la coque entre deux pierres, suivi du broyage des amandes à l'aide d'une meule en pierre et, enfin, l'extraction manuelle de la pâte qui fournit l'huile d'argan par décantation. Cette production n'est toutefois pas valorisée économiquement[30]. La production de l'huile se fait à partir des amandons d'arganiers est très demandée à des fins cosmétique et thérapeutique. Elle s'échange sur le marché informel entre 17000 et 22000 dinars algériens (soit 100€ à 300€). La mise en place d'un marché avec une traçabilité par les autorités est un enjeu important pour générer des revenus et adopter une gestion durable de la ressource[33].

## Huile d'argan et santé

### Allergie
L'huile d'argan est réputée non allergisante. La première publication d'un cas d'allergie à l'huile d'argan date de 2010, avec rhino-conjonctivite après inhalation, et gêne pharyngée, douleurs épigastriques et hypersialorrhée après consommation d'huile d'argan par une femme marocaine de 34 ans. Les prick-tests cutanés à l'huile et à la pâte d'argan ont été positifs et suivis d'un érythème puis d'une urticaire généralisée avec gêne pharyngée et diminution du peak-flow (en français débitmètre de pointe) indiquant un rétrécissement des bronches. L'allergie est causée par une protéine (peptide) qui ferait partie de la famille des oléosines, déjà en cause dans les allergies à l'arachide et au sésame. Les auteurs de l'étude de cas soulignent la possibilité de réactions allergiques sévères à faibles doses.
Une autre étude de 2012 sur l'asthme professionnel au tourteau d'argan a montré un semblable résultat.